# 原博之
原 博之（はら ひろゆき、1944年 - 2021年）は、愛知県出身の日本の官僚。元建設省建設大臣官房審議官。元建設保全センター専務理事。元清水建設常務執行役員。原企画代表取締役。

## 経歴
1967年大阪工業大学建築学科卒業後、建設省（現在の国土交通省）入省。近畿地方建設局営繕部長、本省営繕計画課長、建設大臣官房審議官を歴任。各省庁と連携して国の施設の企画・計画に一貫して携わる。重要施設の計画については、施設の現地調査も行った。特に、阪神・淡路大震災時には現地責任者として施設復旧の陣頭指揮を執った。
退官後は、一般財団法人建設保全センター専務理事、清水建設常務執行役員なども務めた。
2015年春の叙勲に於いて、瑞宝中綬章を受章。